# Walter Schmidt (friidrottare)
Walter Schmidt, född den 7 augusti 1948 i Lahr, är en tysk före detta friidrottare som tävlade i släggkastning under 1970-talet.
Schmidt lyckades två gånger under 1970-talet slå världsrekordet i släggkastning. Dels slog han Anatoliy Bondarchuks världsrekord när han 1971 kastade 76,40 ett världsrekord som han hade i tre år innan Östtysklands Reinhard Theimer slog det. Dels slog han landsmannen Karl-Hans Riehms världsrekord 1975 när han kastade 79,30.
Vid mästerskap gick det sämre för Schmidt som placerade sig femma vid Olympiska sommarspelen 1972 som bäst.

## Fotnoter
1. ↑  läs online, www.munzinger.de .[källa från Wikidata]
2. 1 2 3  Katalog der Deutschen Nationalbibliothek, Deutsche Nationalbibliotheks katalog-id-nummer: 1103461559, läst: 10 juni 2020.[källa från Wikidata]